# Gymnopilus chrysimyces
Gymnopilus chrysimyces là một loài nấm trong họ Cortinariaceae.